# Système d'archivage électronique
 (mars 2012).
Un système d'archivage électronique (SAE) est un type de système de gestion de contenu. Dans la définition d'un SAE, le mot « archivage » doit être compris comme la dernière étape du cycle de vie du document, et pas dans le sens simpliste de « stockage de fichiers ».

## SAE: Périmètre et normes
Le Système d'archivage électronique est défini au niveau des blocs fonctionnels par la norme internationale ISO 14721 (OAIS) et dans ses fonctionnalités par le MOREQ (spécification européenne). En France, le SAE est également soumis à une norme depuis mars 2009, la norme AFNOR NF Z 42-013. La nouvelle norme internationale ISO 14641-1 - issue de la norme française - est aussi à considérer comme norme de référence pour les années à venir. 
Un SAE doit intégrer les concepts suivants :

## Transversalité
Le SAE n'est pas forcément transverse mais peut se montrer comme un service transverse pour répondre à tous les versements de toutes les applications de l'entreprise. Pour ce faire, un SAE doit proposer des mécanismes de versement simples et ouverts (sas d'import, Web Service, SOA, ...).

## Description d'un versement électronique
Les documents électroniques versés doivent être accompagnés de métadonnées qui décrivent le document versé. La norme ISO 15836:2003 (Dublin Core) peut être utilisée pour structurer les métadonnées minimales quel que soit le type de document versé dans le SAE. Certaines normes comme MoReq précisent les métadonnées obligatoires et facultatives à verser pour être en conformité avec ces recommandations ou spécifications.

## Création d'un « Record»
De manière à suivre le cycle de vie du document versé et la traçabilité des opérations réalisées sur ce document, un enregistrement unique doit être créé dans le SAE au moment du versement. Cet enregistrement unique est appelé « Record ». La traçabilité et les opérations liées à cet enregistrement correspondent à un processus de record management.

## Plan de classement d'entreprise
Le plan de classement peut permettre d'organiser les documents dans le SAE. Dans certaines recommandations orientées vers le Records Management comme les premières versions de MoReq, le plan de classement est un élément obligatoire et indispensable. Pour d'autres spécifications ou normes SAE comme la norme française NF Z 42-013 ou la norme ISO 14641-1, ce plan de classement est facultatif. Il est alors jugé plus important d'assurer l'intégrité, la sécurité et la pérennité des documents plutôt que leur représentation dans un plan de classement. Les documents versés dans un SAE peuvent s'intégrer dans un plan de classement d'une manière automatique. Ce plan de classement permet de structurer le contenu versé sans intervention d'une personne. Un mécanisme de classement peut être automatisé sur des règles définies sur les  métadonnées versées.

## Préservation de l'intégrité
Dans le cadre de la mise en place d’un SAE, on doit être en mesure d’apporter la preuve que les fichiers qui lui ont été confiés n’ont pas été modifiés dans le temps. Il est donc nécessaire de mettre en place un mécanisme cryptographique de calcul d'empreinte et d'une journalisation avancée.
L'empreinte correspond à une suite de caractères déduite du document (fonction de hachage) qui identifie sans ambiguïté le document. L'empreinte ne permet pas de reconstruire le document mais elle doit pouvoir être conservée dans le SAE avec le document archivé. Si nécessaire, un nouveau calcul d'empreinte doit pouvoir être réalisé sur le document archivé initialement afin de démontrer que l'empreinte archivée correspond à l'empreinte recalculée prouvant ainsi l'intégrité du document conservé.  
Les journaux référencent l'ensemble des opérations et des empreintes calculées pour chaque document conservé. Ces journaux, sont eux-mêmes scellés et reversés au titre de l'archive dans le SAE. Ainsi le versement du journal précédent est tracé dans le journal suivant. Il s'agit du principe de chainage dont l'objectif est de pouvoir identifier la corruption d'un journal. 
Pour assurer une sécurité complémentaire, l'empreinte calculée au moment de l'archivage du document et/ou des journaux dans le SAE, pourra être présentée à un tiers horodateur. Ce tiers de confiance générera un jeton d'horodatage à partir de l'empreinte confiée. Ce jeton sera conservé dans le SAE avec le document et son empreinte.  
En cas de doute sur l'empreinte présente dans le SAE, le fichier de preuve, le jeton du tiers horodateur et les journaux pourront constituer les preuves de l'intégrité de l'empreinte et donc du document associé. 
Un SAE peut intégrer nativement les fonctions de préservation de l'intégrité ou s'appuyer sur un composant logiciel Coffre-fort numérique conforme à la norme NFZ 42-020. 

## Cycle de vie du document
Un document versé possède une durée d'utilité administrative (DUA) avant laquelle il ne doit pas être détruit. Passé cette durée, il peut être soit éliminé (avec destruction), soit trié pour conservation sélective, soit conservé intégralement et indéfiniment. Durant sa vie, le document ne pourra jamais être modifié dans le SAE mais des attributs complémentaires pourront lui être associés. De même, la localisation physique du document (fichier) pourra être amenée à changer dans le temps. Dans tous les cas, le "record" qui permet d'identifier le document devra comporter toutes les traces associées à toutes les opérations survenues durant la vie du document dans le SAE.

## Réversibilité d'un SAE
Comme la durée de conservation des documents versés dans un SAE peut dépasser la durée de vie du SAE et des technologies qu'il utilise, il est indispensable de s'assurer, dès la mise en place du SAE, des possibilités de réversibilité des contenus en toute autonomie. Il doit être possible de sortir du SAE l'ensemble des documents et des éléments de preuve associés (empreintes, journaux...). Idéalement, il doit être possible de parcourir aussi facilement que possible, l'ensemble des supports utilisés pour l'archivage des documents et d'en extraire les documents, les métadonnées associés, l'historique d'utilisation lié au cycle de vie des documents. Du fait de cette contrainte forte de réversibilité, un SAE ne doit pas exposer ses données d'une manière propriétaire. Il doit tout particulièrement recourir à des technologies d'écriture et de lecture des documents sur support d'archivage permettant d'exploiter les contenus en lecture d'une manière indépendante de la technologie utilisée pour l'écriture. Le SAE doit également favoriser les formats standard comme ISO 32000 pour représenter et archiver ses données à conserver comme les journaux et les métadonnées associés aux documents archivés. Enfin, pour les documents à archiver, il doit favoriser l'utilisation des formats standards et pérennes comme ISO 19005.